# Mogens Jespersen
Mogens Eduard Jespersen (født 15. maj 1956 i Thisted) er en dansk politiker, der siden 2014 har været borgmester i Mariagerfjord Kommune, valgt for Venstre. Han har en uddannelse som bilforhandler og havde i perioden 1978-2008 en Toyota-bilforretning i Hadsund. I perioden 2007-2014 var han viceborgmester i Mariagerfjord Kommune.
Mogens har siden 1997 siddet i byrådet for Venstre. De første 8 år var han i Hadsund Byråd, og fra 2007 i Mariagerfjord Byråd. Han sidder i økonomiudvalget og børn og familieudvalget. Han blev udpeget som Venstres borgmesterkandidat den 8. august 2013.

## Privat
Mogens Jespersen er søn af Tage Jespersen som var borgmester i Hadsund Kommune i perioden 1970–1986. Han er født i Thisted, men flyttede til Hadsund med sin familie da han var 6 måneder gammel. Han er gift med Lone og har 2 voksne døtre.

## Curriculum Vitae

### Parlamentarisk karriere[4]
- Medlem Mariagerfjord Byråd
- Medlem økonomiudvalg
- Formand Børn og Familieudvalg
- Formand Martinus Sørensens Mindefond
- Næstformand Hadsund Fjernvarmeværk
- Næstformand Spar Nord Bankråd
- Medlem Alm.Brand repræsentantskab København
- Medlem bestyrelse Toyota Hadsund A/S
- Bestyrelsesmedlem Stinne og Martinus Sørensens Fond Aalborg.